# Тетраплатинапентатулий
Тетраплатинапентатулий — интерметаллид платины и тулия состава Pt4Tm5.
Кристаллизуется в ромбической сингонии, пространственная группа P nma, параметры ячейки a = 0,7385 нм, b = 1,4378 нм, c = 0,7460 нм, Z = 4, структура типа пентасамарийтетрагермания Ge4Sm5.
Соединение образуется по перитектической реакции при температуре ≈1575°C .